# Abigail Puig
Abigail Puig (Montevideo, 1985) es una dirigente sindical uruguaya. Desde 2018, es integrante del Secretariado Ejecutivo del PIT-CNT y responsable de la Secretaría de Salud Laboral y Medio Ambiente de la central sindical. Asimismo, es integrante de la Federación Uruguaya de Empleados de Comercio y Servicios (FUECyS) desde 2006.

## Trayectoria
Trabajando como cajera en una cadena de supermercados, Puig se afilió a FUECI (Federación Uruguaya de los Empleados del Comercio e Industria) en 2006, luego de aprobada la Ley de Libertad Sindical (Ley N° 17940). A los pocos meses, comenzó a ser delegada sindical. En 2007 participó por primera vez de un congreso de la central sindical y, en 2010, pasó a integrar el recién creado Departamento de Jóvenes de la Federación.